# Почему бы тебе не заткнуться?

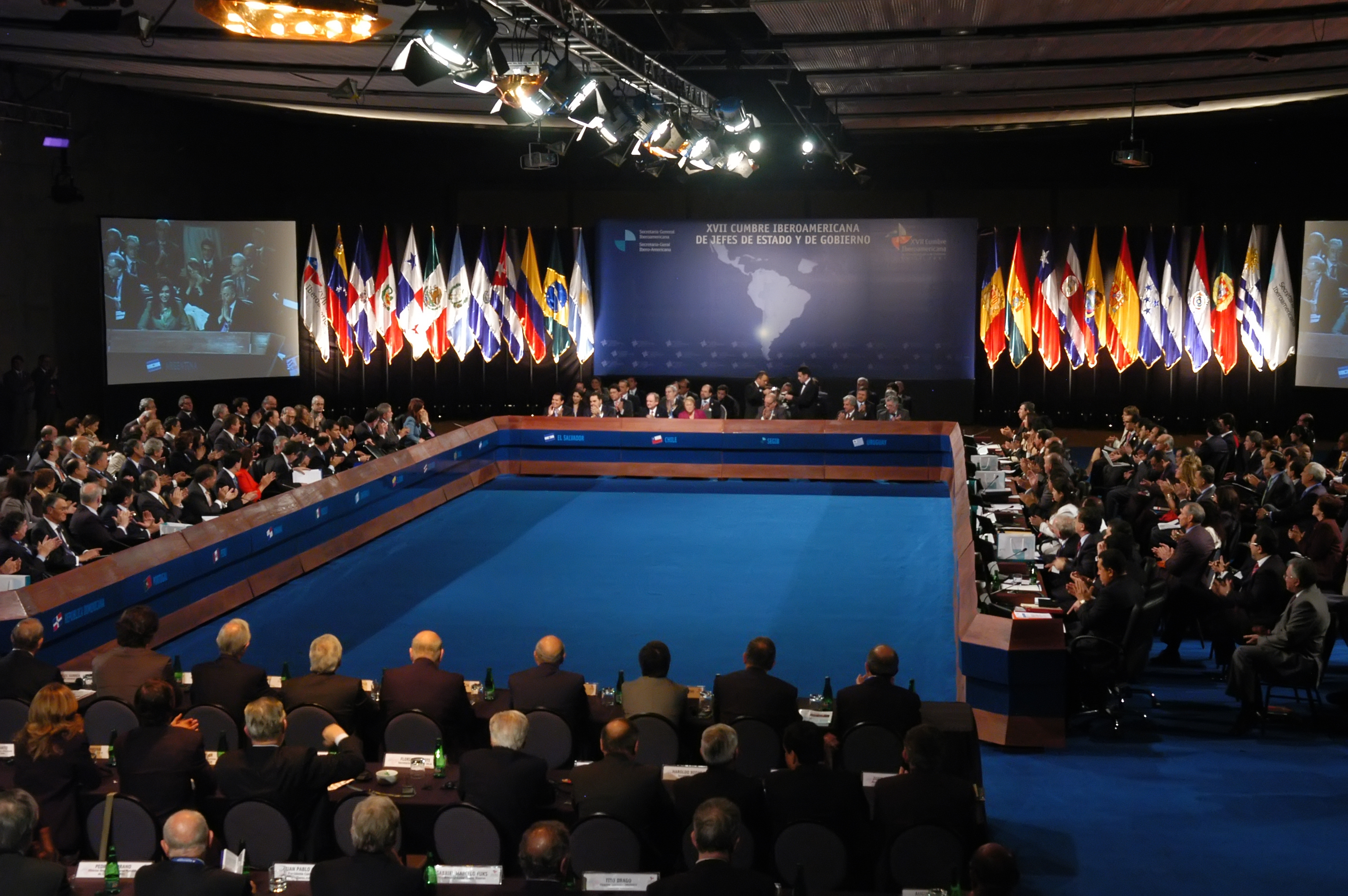
Иберо-американская встреча в верхах, во время которой произошёл инцидент

«Почему бы тебе не заткнуться?» (исп. ¿Por qué no te callas?  [poɾˈke no te ˈkaʎas]) — фраза, с которой король Испании Хуан Карлос I обратился к президенту Венесуэлы Уго Чавесу 10 ноября 2007 года на иберо-американской встрече на высшем уровне в Сантьяго (Чили).

## Обстоятельства инцидента
Инцидент произошёл 10 ноября 2007 года во время речи премьер-министра Испании Хосе Луиса Сапатеро на Иберо-Американской встрече на высшем уровне в Сантьяго (Чили). Во время речи Сапатеро Чавес неоднократно пытался его перебить, обвиняя предыдущее испанское правительство в поддержке неудавшегося переворота, который временно отстранил его от власти в апреле 2002 года. Споры достигли такого уровня, что присутствовавший на встрече король Испании Хуан Карлос не выдержал и обратился к Чавесу с фразой: «Почему бы тебе не заткнуться?». Наблюдатели отметили, что такая реакция короля была довольно необычной не только для королей Испании, но и для монархов других стран, подчеркнув, в особенности, не совсем этичное обращение к Чавесу на «ты».

## Реакция
В интервью Чавес обвинил короля в неоколониалистских замашках и пригрозил пересмотреть торговые связи с Испанией. По мнению журналистов «Los Angeles Times», своей грубостью король выставил себя не в лучшем свете. Часть лидеров латиноамериканских стран[каких?] высказала поддержку королю, но бразильский президент Силва заступился за Чавеса. На венесуэльском телевидении вышел сюжет о молодых годах короля, в котором тот был представлен лакеем Франко.
Скандальная фраза короля была растиражирована многочисленными видеоклипами и выпусками новостей, превратилась в мем, молниеносно распространилась среди испаноязычного населения планеты. Сразу после происшествия появились футболки, статьи, плакаты, песни с соответствующим текстом. Уже 16 ноября 2007 года интернет-домен с таким именем был продан за 4600 долларов. Только в Испании около полумиллиона человек скачали эту фразу как сигнал вызова для мобильных телефонов.
Эта фраза стала популярным мемом не только среди молодёжи, но и среди телеведущих и спортивных комментаторов. 6 декабря 2007 года в Аргентине появилась телевизионная передача под названием: «¿Por qué no te callas?»